# Dáithí Sproule

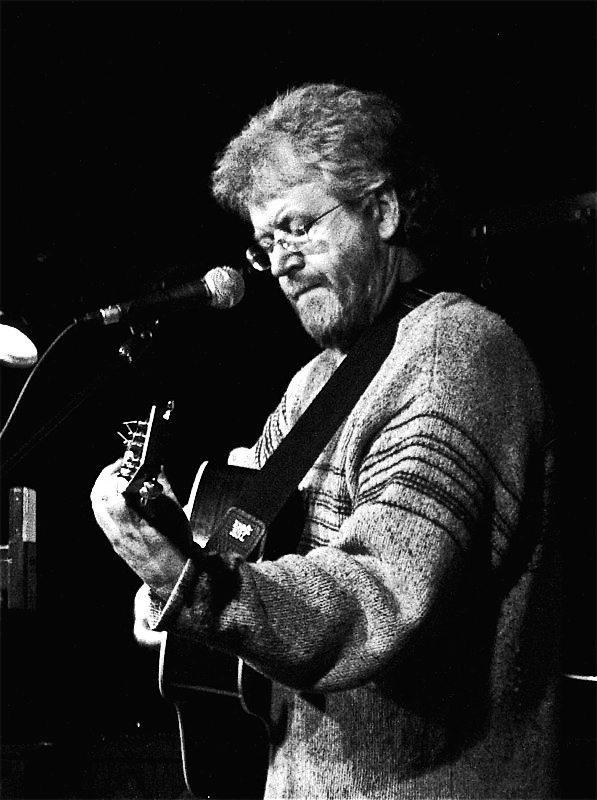
Dáithí Sproule

Dáithí Sproule (Derry, 23 mei 1950 is een Ierse gitarist en zanger van traditionele liederen, gezongen in Engels en Iers-Gaelisch. Hij is geboren in Noord-Ierland, maar verhuisde naar Dublin, Ierland in 1968 om daar naar de universiteit te gaan. Zo rond 1970 was hij gitarist bij de groep Skara Brae.
Van 1974 tot 1978 speelde Dáithí een groot deel van de week in sessies en in clubs in Dublin, bezocht daar The Four Seasons in Capel Street en speelde daar met bekende muzikanten zoals John and James Kelly, Sean Casey, Pádraig Mac Mathúna, Dáithí Connaughton, Paddy O'Brien en Catherine McEvoy. In 1978 ging Dáithí naar de Verenigde Staten en werkte daar met Paddy O'Brien en James Kelly, daar werden twee albums opgenomen. Hij woonde in Minneapolis en Dáithí speelde daar met the Northern Star Céilí Band, Miltown na Gael en Peat Moss and the Turf Briquettes. Na in de jaren tachtig albums te hebben gemaakt met Tommy Peoples, Seamus McGuire, Manus McGuire, Peter Ostroushko en Seán O’Driscoll, ontstond later een vriendschap met Frankie Kennedy en Mairéad Ní Mhaonaigh wat resulteerde in een jarenlange samenwerking met hen in de bekende folkband Altan. Met Altan toerde hij over de gehele wereld.
Buiten zijn optredens is Dáithí ook componist en schrijver van academische artikelen over de vroege Ierse dichtkunst. De laatste jaren heeft hij ook getoerd en albums gemaakt met Randal Bays en het trio Fingal, verder bestaande uit Randal en James Keane.

## Discografie
- Soloalbum: A Heart Made of Glass - 1995
- Selections: Simply Folk Sampler 3 - 2005
- Masters of the Irish Guitar - 2006
- Skara Brae - 1971
- Met James Kelly, Paddy O’Brien en Dáithí Sproule: Is it yourself? - 1979
- Spring in the air - 1981
- Met Liz Carroll, Billy McComiskey en Dáithí Sproule: Trian - 1992
- Trian II - 1995

Met Altan:
- Harvest Storm (Green Linnet) 1992
- Island Angel (Green Linnet) 1993
- First ten years (Green Linnet) 1995
- Blackwater (Virgin) 1996
- Runaway Sunday (Virgin) 1997
- Best of Altan (Green Linnet) 1997
- Another Sky (Virgin) 2000
- Altan’s Finest (Valley) 2000
- The Blue Idol (Virgin/Narada) 2002
- Best Plus Live 2002
- Best of Altan - the Songs (Narada) 2003
- Local Ground (Narada) 2005
- Met Martin en Christine Dowling en Dáithí Sproule: A thousand farewells - 1995
- Met Randal Bays en Dáithí Sproule - 2004

Hij was gitarist op de volgende albums
- Tommy Peoples: The Iron Man - 1984
- Seamus en Manus McGuire: Carousel - 1984
- Paddy O’Brien: Stranger at the Gate - 1988
- Liz Carroll: Liz Carroll - 1988
- Jamie Gans en Paddy O’Brien: Snug in the blanket - 2004

Hij is ook gitarist op een groot aantal compilatie-albums
- International Standard Name Identifier: 0000 0000 3282 8284
- Library of Congress Control Number: n90692364
- MusicBrainz: 448596b1-082e-47d0-907a-92a8cf242afc
- Système universitaire de documentation: 233615628
- Virtual International Authority File: 21305688
- WorldCat: E39PBJkdmGGxQMC8DxVJTpkCcP